# Planeta azul
Planeta azul es el álbum debut de la cantante murciana Ruth Lorenzo, el disco fue lanzado el 27 de octubre de 2014. La cantante representó a España en Eurovisión 2014 con el primer sencillo del álbum, «Dancing in the Rain». El segundo sencillo del disco, «Gigantes», fue lanzado el 7 de octubre. El día 21 de octubre de 2014 fueron lanzadas las canciones «Renuncio» y «Planeta Azul», como sencillos promocionales, las cuales llegaron a ser 3ª y 5ª respectivamente en iTunes. Además, el día 10 de noviembre de 2014, Ruth Lorenzo, de forma inesperada, puso su canción «Noche en blanco» gratis, llegando a ser 1ª en iTunes el mismo día. Finalmente, el 10 de febrero se anunció «Renuncio» como el tercer sencillo del álbum.
Para la promoción del álbum, la cantante se presentó en varios espacios televisivos y radiales. Asimismo, ha realizado varios lyric vídeos y videoclips para promocionar el álbum, como «Flamingos», publicado el 8 de mayo de 2015, y «Patito Feo», publicado el 8 de junio de 2015. También rodó un corto llamado "Buscando Planeta azul". 
En octubre de 2015 salió a la venta una reedición del álbum, llamada Planeta Azul [Edición Especial].

## Lista de canciones
| Planeta Azul |                                                              |                                       |          |  |
| N.º          | Título                                                       | Escritor(es)                          | Duración |  |
| 1.           | «Planeta azul»                                               | Ruth Lorenzo                          | 3:09     |  |
| 2.           | «Gigantes»                                                   | Ruth Lorenzo, Pedro Contreras         | 3:36     |  |
| 3.           | «Noche en blanco»                                            | Ruth Lorenzo                          | 3:03     |  |
| 4.           | «Parar el tiempo»                                            | Ruth Lorenzo                          | 3:36     |  |
| 5.           | «Renuncio»                                                   | Ruth Lorenzo                          | 3:47     |  |
| 6.           | «Rey de coraones» (con Miguel Poveda)                        | Ruth Lorenzo, Daniel Valls Halling    | 3:53     |  |
| 7.           | «Vulnerable»                                                 | Chris Wahler, Ruth Lorenzo            | 3:38     |  |
| 8.           | «1, 2, 3»                                                    | Ruth Lorenzo, Xasqui Ten              | 3:38     |  |
| 9.           | «Inevitable»                                                 | Ruth Lorenzo                          | 3:12     |  |
| 10.          | «Patito Feo»                                                 | Ruth Lorenzo                          | 3:37     |  |
| 11.          | «Flamingos»                                                  | Ruth Lorenzo                          | 3:23     |  |
| 12.          | «Eva»                                                        | Ruth Lorenzo                          | 4:18     |  |
| 13.          | «Te veo»                                                     | Ruth Lorenzo, Jacobo Calderón         | 3:53     |  |
| 14.          | «Dancing in the Rain» (Representante España Eurovisión 2014) | Ruth Lorenzo, Jim Irvin, Julian Emery | 2:52     |  |
| 15.          | «Renuncio» (Piano y Voz)                                     | Ruth Lorenzo                          | 3:35     |  |
| 16.          | «Gigantes» (Piano y Voz)                                     | Ruth Lorenzo, Pedro Contreras         | 3:26     |  |

- Referencia[1][2]

## Posición en lista

### Semanales
| País   | Asociación | Lista           | Primera semana        | Posición | Semanas | Última semana       | ref.  |
| España | Promusicae | Top 100 Álbumes | 27 de octubre de 2014 | 3        | 12      | 29 de enero de 2016 | [ 3 ] |